# Škoda Sagitta
Škoda Sagitta (typ 911) byl prototyp malého automobilu, který v letech 1936–1939 vyvíjela automobilka Škoda. V roce 1937 bylo vyrobeno 7 vozidel: dva kabriolety (2+2), čtyři kupé (2+2) a jeden čtyřsedadlový sedan (tudor).

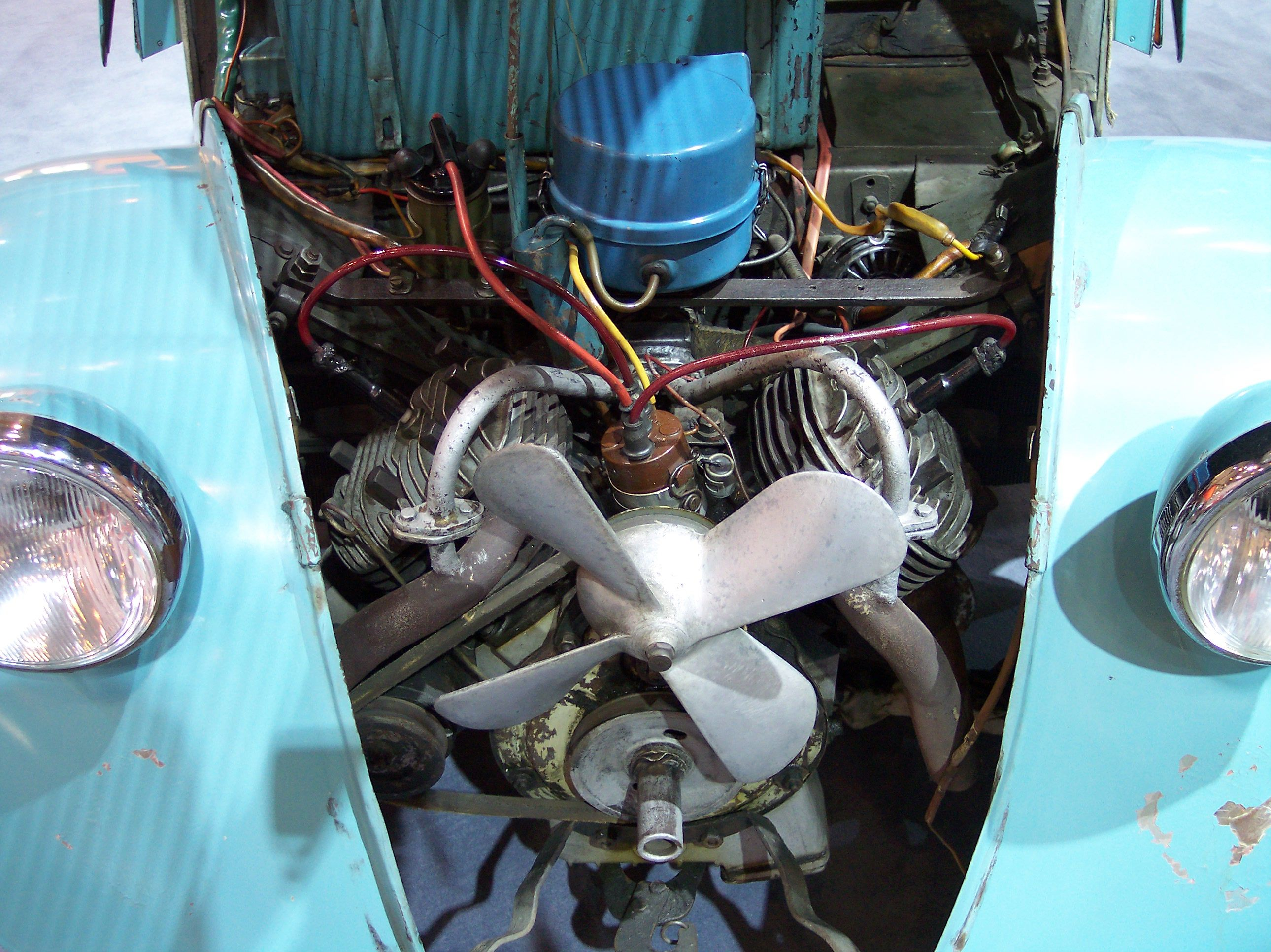
Motor

Motor byl vzduchem chlazený dvouválec uložený vpředu. Měl výkon 11 kW, objem 845 cm3 a dosahoval rychlosti 70 km/h. Převodovka byla třístupňová.

## Vznik a vývoj
Počátky konstrukce tohoto vozu sahají už do poloviny roku 1933, kdy Ing. Josef Zubatý na detašovaném pracovišti firmy Avia v pražských Letňanech (od roku 1928 součást společnosti Akciová společnost dříve Škodovy závody v Plzni) navrhl čtyřdobý, vzduchem chlazený dvouválec do V, prototyp s typovým označením Škoda 215 (2 válce, 15 koní). Později spatřil světlo světa Zubatého dvoudobý jedno- i dvouválec, čtyřdobý dvouválec a nakonec i čtyřválec.
Oproti skutečně lidovým vozidlům Aero 500 s podobnými dvouválci se v případě mladoboleslavského vozu mělo jednat více o "skutečný" automobil. Ve svých základních proporcích se Sagitta (v překladu Šíp nebo Střela) na výkresech objevila na jaře 1935. Skutečné prototypy se stavěly téměř o dva roky později. Do sériové výroby se tento minivůz nedostal. Řadu prvků však od něj převzala Škoda Popular 995 „Liduška“ (typ 937), vyráběná od listopadu 1938.

## Popis vozu
Byl to čtyřsedadlový automobil se vzduchem chlazeným čtyřdobým, spodový (rozvod SV) dvouválcovým motorem s válci do V. Motor byl uložen před přední kyvnou nápravou a k jeho vyjmutí stačilo uvolnit 8 šroubů z příruby na páteřní troubě. Vrtání 80 mm a zdvih 84 mm dávalo zdvihový objem 844,5 cm³. S tímto objemem dával při kompresním poměru 1:5,5 výkon 11 kW/15 k při 3000 ot/min. Motor byl osazen karburátorem Zenith 26 VEH bez filtru, pouze s krycím víčkem před vstupem vzduchu do difuzoru. Vůz měl dynamobateriové zapalování, pohon na zadní kola a třístupňovou převodovku. Třístupňová převodovka tvořila montážní celek s rozvodovkou zadní nápravy, podobně jako u Popularu. Zadní náprava tohoto vozu s výkyvnými polonápravami a odpérováním příčným listovým perem byla totožná s pozdějším typem Škoda 995 SV "Liduška". Spotřeba paliva (5-6 l/100 km) odpovídala jeho určení jako malého a levného osobního automobilu.
Kapota se otvírala včetně přední masky vzhůru (skoro jako u tatrovek, např. Tatra 57). Aby se motor pod touto kapotou uchladil, byla před něj instalována mohutná vrtule, která byla spojena klínovým řemenem s řemenicí na předním konci klikového hřídele. Chladicí vrtule byla z masivního hliníkového odlitku se čtyřmi širokými zaoblenými lopatkami.
Vzhledem k prašnému charakteru tehdejších silnic a úzkému rozchodu 1050 mm neměla vadit absence diferenciálu, 16palcová kola díky tomu méně prokluzovala v blátě, písku nebo sněhu. Při průměrné spotřebě 5,5 litru na 100 km zvládl dosáhnout rychlosti 70 km/h.

## Použití
V roce 1937 bylo vyrobeno jen 7 vozidel: dva kabriolety, čtyři kupé a jeden sedan. Všechny byly po ukončení zkoušek odprodány zaměstnancům. Do sériové výroby se tento minivůz nedostal.
Problémem bylo i to, že vůz na předních blatnících neměl podběhy, takže na motor a samozřejmě i na zapalování a na karburátor stříkal déšť a bláto nejen zepředu skrz masku ale i ze stran, kde špínu z mnohdy prašných silnic vířily a zvedaly pneumatiky předních kol.

## Technické údaje
| Motor              | Motor        |
| ------------------ | ------------ |
| Objem              | 845 cm³      |
| Vrtání × zdvih     | 80 × 84 mm   |
| Výkon              | 11 kW        |
| Maximální rychlost | 70 km/h      |
| Spotřeba           | 5,5 l/100 km |
| Rozměry            |              |
| Délka              | 3400 mm      |
| Šířka              | 1320 mm      |
| Výška              | 1420 mm      |
| Rozvor             | 2100 mm      |
| Hmotnost           |              |
| Vlastní váha       | 580 kg       |
| Užitková hmotnost  | 920 kg       |

## Galerie

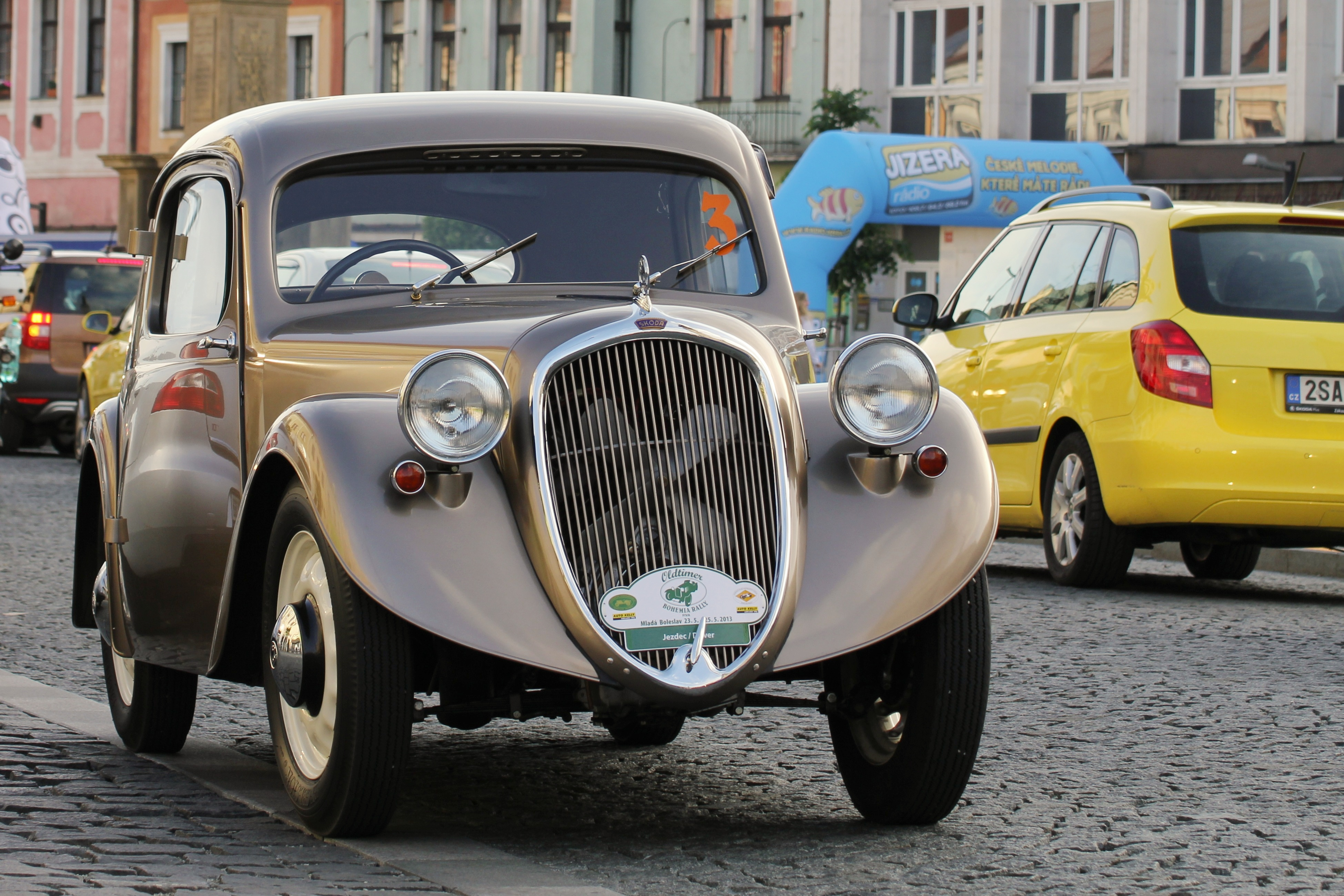
Škoda Sagitta na Oldtimer Bohemia Rally (2013)
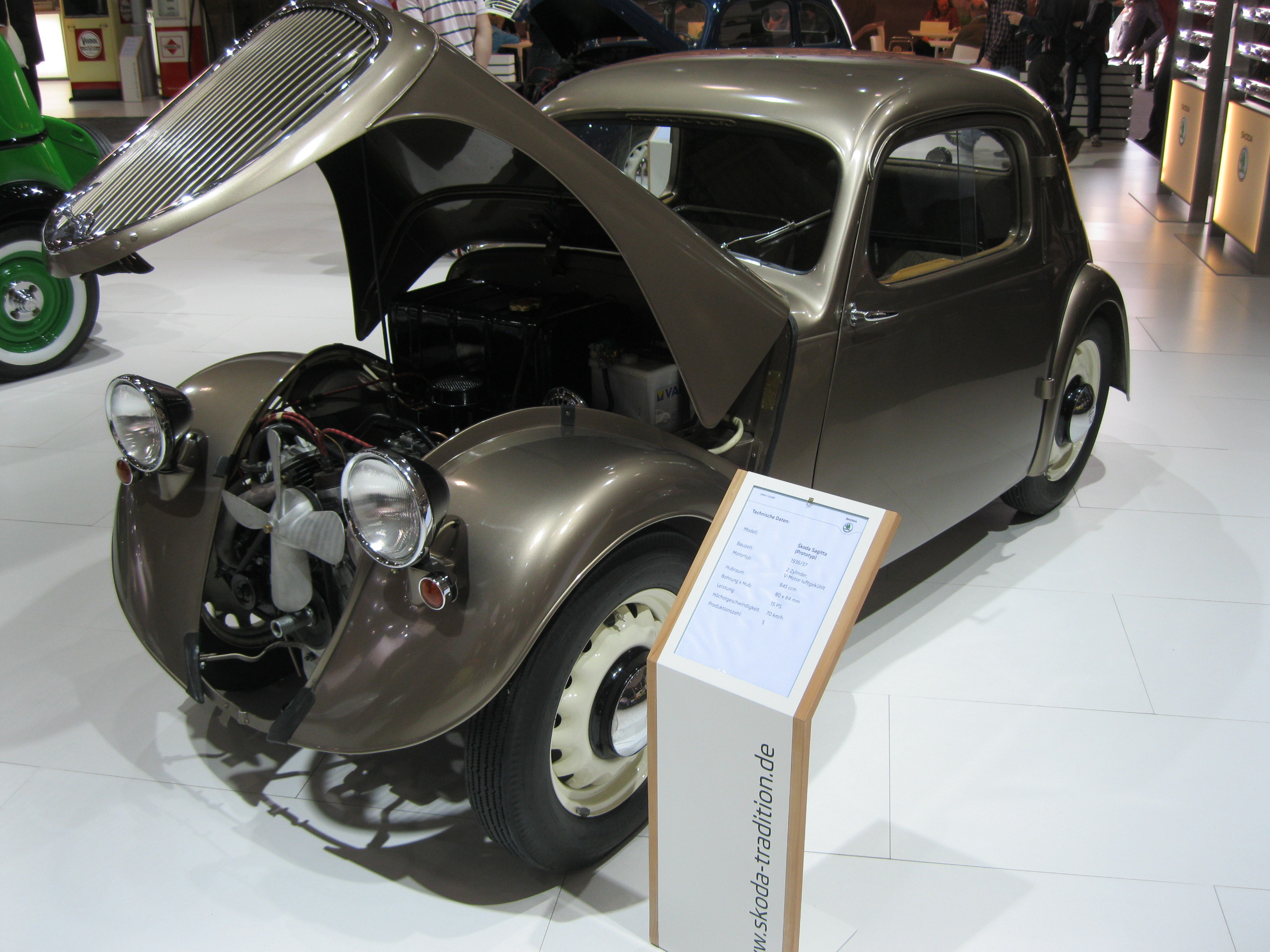
Škoda Sagitta, pohled pod kapotu
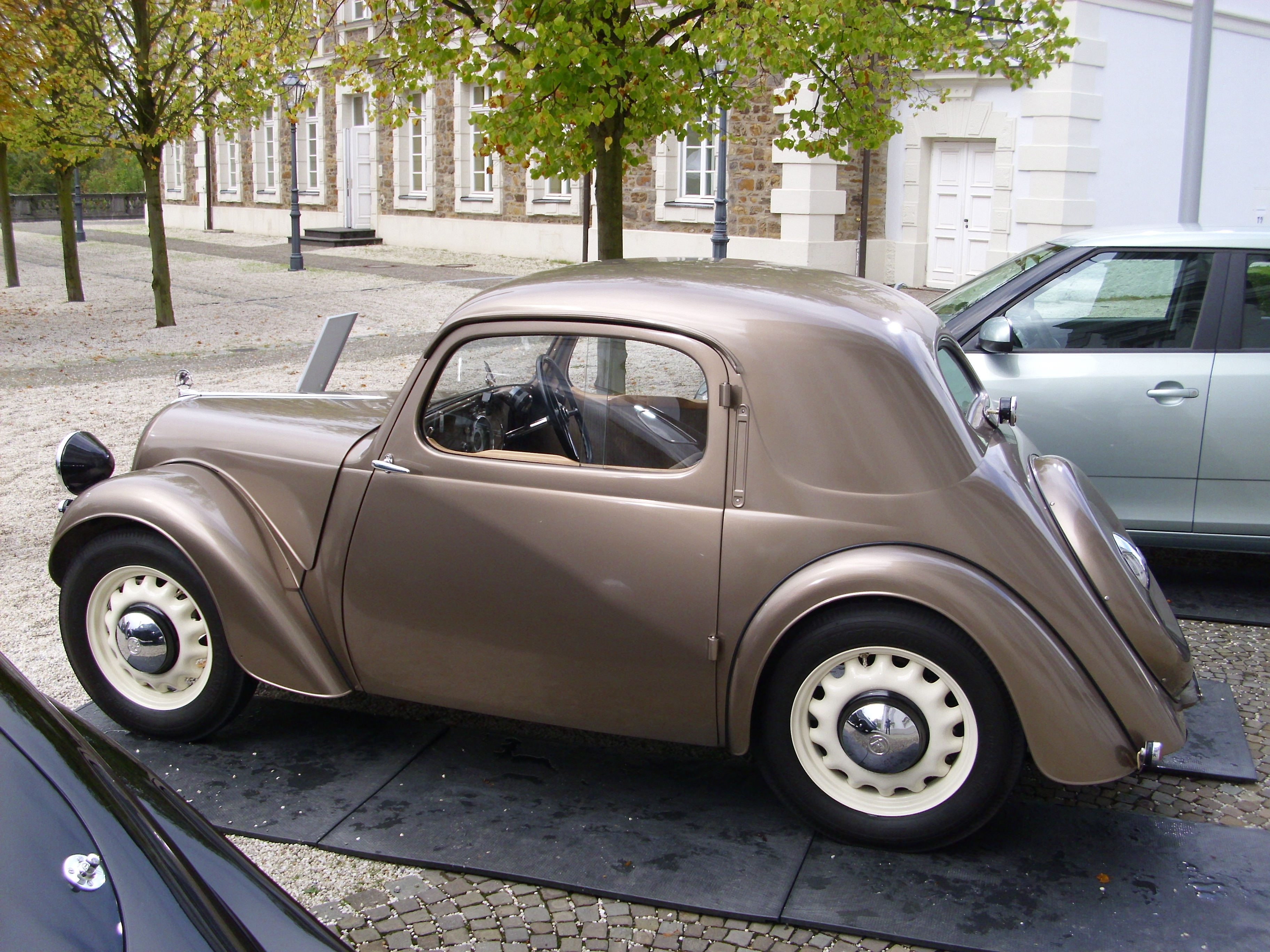
Škoda Sagitta, boční pohled
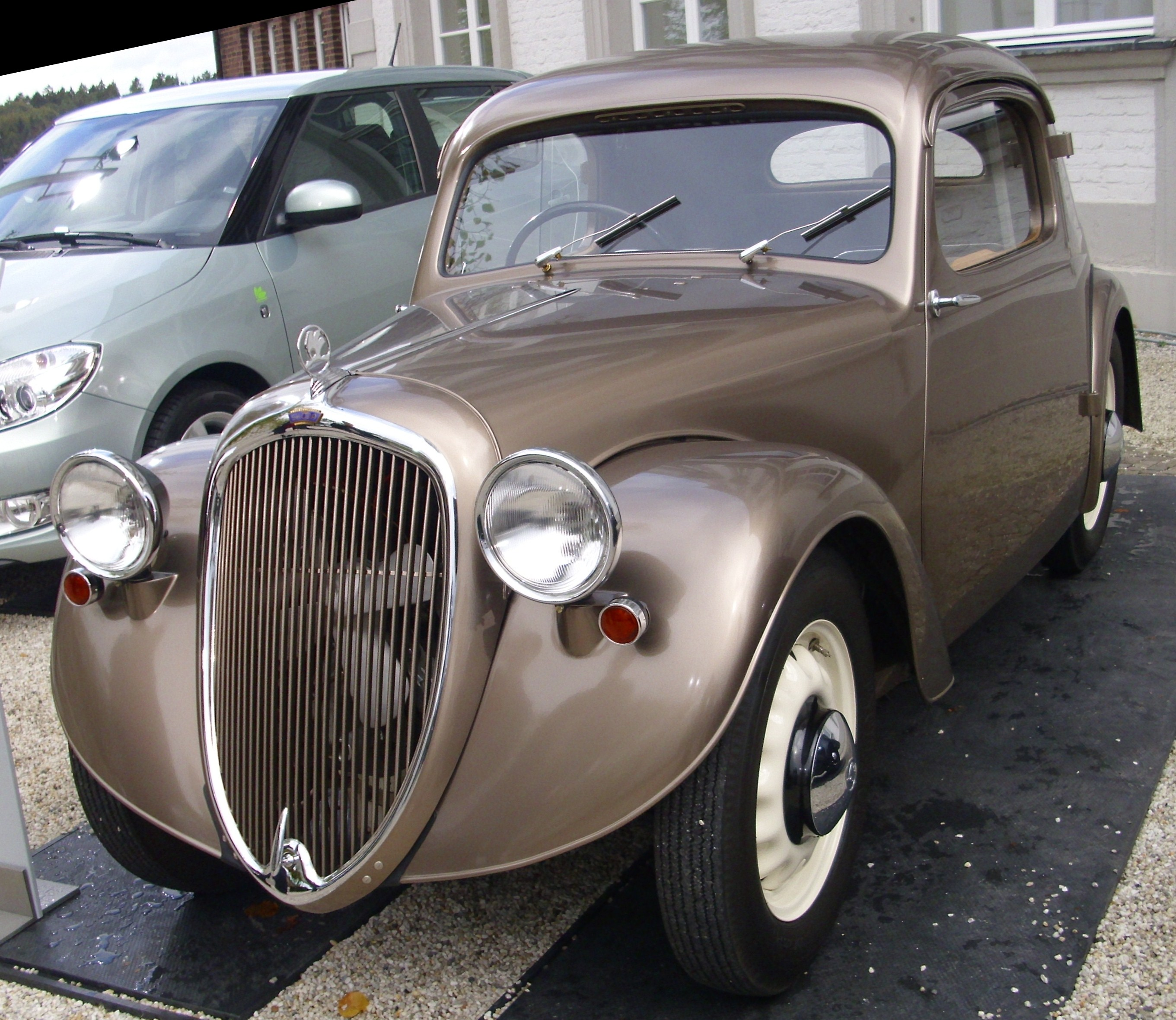
Škoda Sagitta 1936–1937
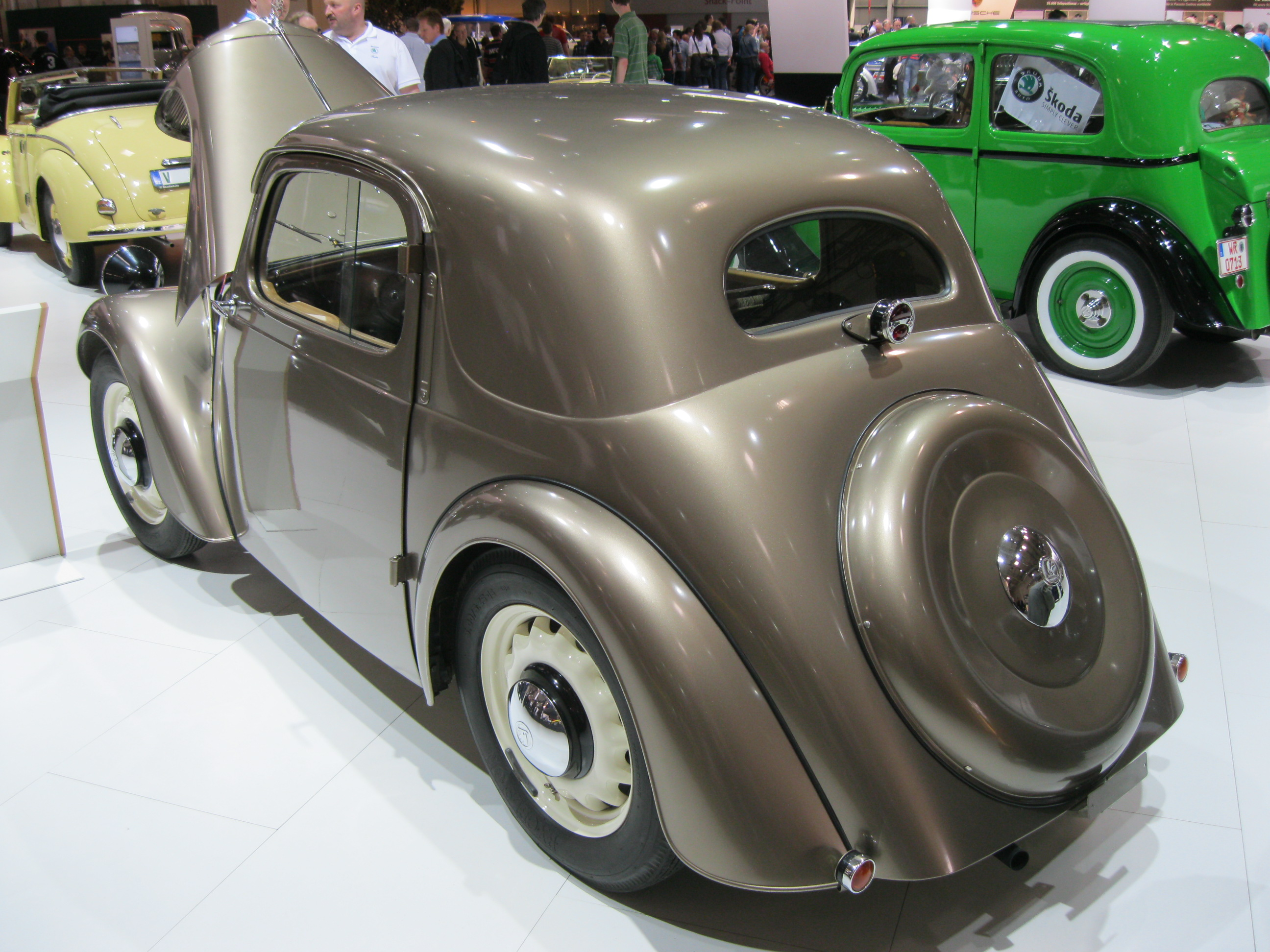
Škoda Sagitta na Techno Classica Essen (2012)